# Zakon o djelovanju masa
Zakon o djelovanju masa ili Guldberg Waageov zakon je jedan od temeljnih zakona kemijske kinetike. Definirali su ga norveški kemičari Cato Maximilian Guldberg i Peter Waage 1864. godine, na temelju prethodnog rada na kemijskoj ravnoteži francuskog kemičara Claude Louis Bertholleta.
Po Zakonu o djelovanju masa, brzina prirasta kocentracije produkta pri kemijskoj reakciji je proporcionalna umnošku koncentracija tvari koje ulaze u reakciju. Da bi došlo do reakcije, molekule dviju ili više tvari moraju ući u interakciju. Vjerojatnost da će se dva reaktanta nalaziti u jednom malom prostoru jednaka je umnošku pojedinih vjerojatnosti svakog od njih u istom prostoru.
Pošto je koncentracija definirana kao broj čestica u određenom prostoru (volumenu), što je koncentracija veća to će veći broj čestica biti u istom volumenu, pa će i vjerojatnost njihove interakcije biti veća.
- U slučaju da u reakciji sudjeluju plinovi, brzina kemijske rakcije je proporcionalna parcijalnom tlaku reaktanata;

- U slučaju da se reakcija zbiva u vodenoj otopini, brzina reakcije je proporcionalna molarnoj koncentraciji;

Na najjednostavnijem primjeru:
{\displaystyle A+B\rightarrow C}
brzina formiranja produkta C je:
{\displaystyle V=k\times [A]\times [B]}
gdje je:
{\displaystyle V} - brzina kemijske reakcije
{\displaystyle k} - koeficijent proporcionalnosti
{\displaystyle [A],[B]} - koncentracije reaktanata A i B
Pošto su koeficijenti ispred reaktanata rijetko 1, opći slučaj bi glasio:
{\displaystyle mA+nB\rightarrow pC}
{\displaystyle V=k\times [A]^{m}\times [B]^{n}}

Primijenjeno na povratne kemijske reakcije:
{\displaystyle mA+nB\leftrightarrow pC+qD}
Brzina tijeka reakcije u desno je: {\displaystyle k_{AB}\times [A]^{m}\times [B]^{n}}   a u lijevo: {\displaystyle k_{CD}\times [C]^{p}\times [D]^{q}}; 
gdje će se C i D formirati kao produkti direktne reakcije i trošit će se kao reaktanti u povratnoj reakciji.

Kod dvosmjernih reakcija dolazi do uspostavljanja kemijske ravnoteže, pa brzina direktne i povratne reakcije mora biti ista:
{\displaystyle k_{AB}\times [A]_{r}^{m}\times [B]_{r}^{n}=k_{CD}\times [C]_{r}^{p}\times [D]_{r}^{q}}

Stoga možemo definirati konstantu ravnoteže K:
{\displaystyle K={\frac {[C]_{r}^{p}[D]_{r}^{q}}{[A]_{r}^{m}[B]_{r}^{n}}}={\frac {k_{AB}}{k_{CD}}}}

Indeks [ ]r označava da se u posljednjoj jednadžbi radi o koncentracijama u kemijskoj ravnoteži, nasuprot proizvoljnih koncentracija koje slove u prethodnim izrazima. U sustavu koji nije u ravnoteži, koncentracije reaktanata/produkata mogu se proizvoljno mijenjati pri čemu reakcija može teći u jednom ili drugom smjeru, zbog čega dolazi do promjena koncentracije i reaktanata i produkata. Međutim, u ravnoteži, reakcije se odvijaju u oba smjera istom brzinom te se koncentracije reaktanata i produkata ne mijenjaju. Ravnoteža se može postići pri različitim koncentracijama reaktanata/produkata, ali uz uvjet koji je definiran posljednjom jednadžbom.
Konstanta ravnoteže ne ovisi o koncentraciji reaktanata/produkata ali ovisi o temperaturi. Preko konstante ravnoteže mogu se izračunati ravnotežne koncentracije tvari uključenih u reakciju, a iz njene temperaturne ovisnosti i promjena slobodne energije u tijeku reakcije.
Važno je napomenuti i da je koncentracija samo jedan od čimbenika koji utječu na brzinu kemijske reakcije. Ostali čimbenici su temperatura, tlak i prisutnost katalizatora.